# Zeezuiper
Zeezuiper is een Belgisch bier. Het wordt gebrouwen door Scheldebrouwerij, gevestigd te Meer (een deelgemeente van Hoogstraten).

## Het bier
Zeezuiper is een tripel met een alcoholpercentage van 8%. Zeezuiper is fris droog tot licht zoet, met subtiele tonen van koriander en de geur van geel fruit. De tripel heeft een verfrissende smaak met moutige en kruidige toetsen.
- Kleur: Goudblond
- Geur: Geel fruit
- Smaak: Moutig & Kruidig
- Afdronk: Droog

## Achtergrond

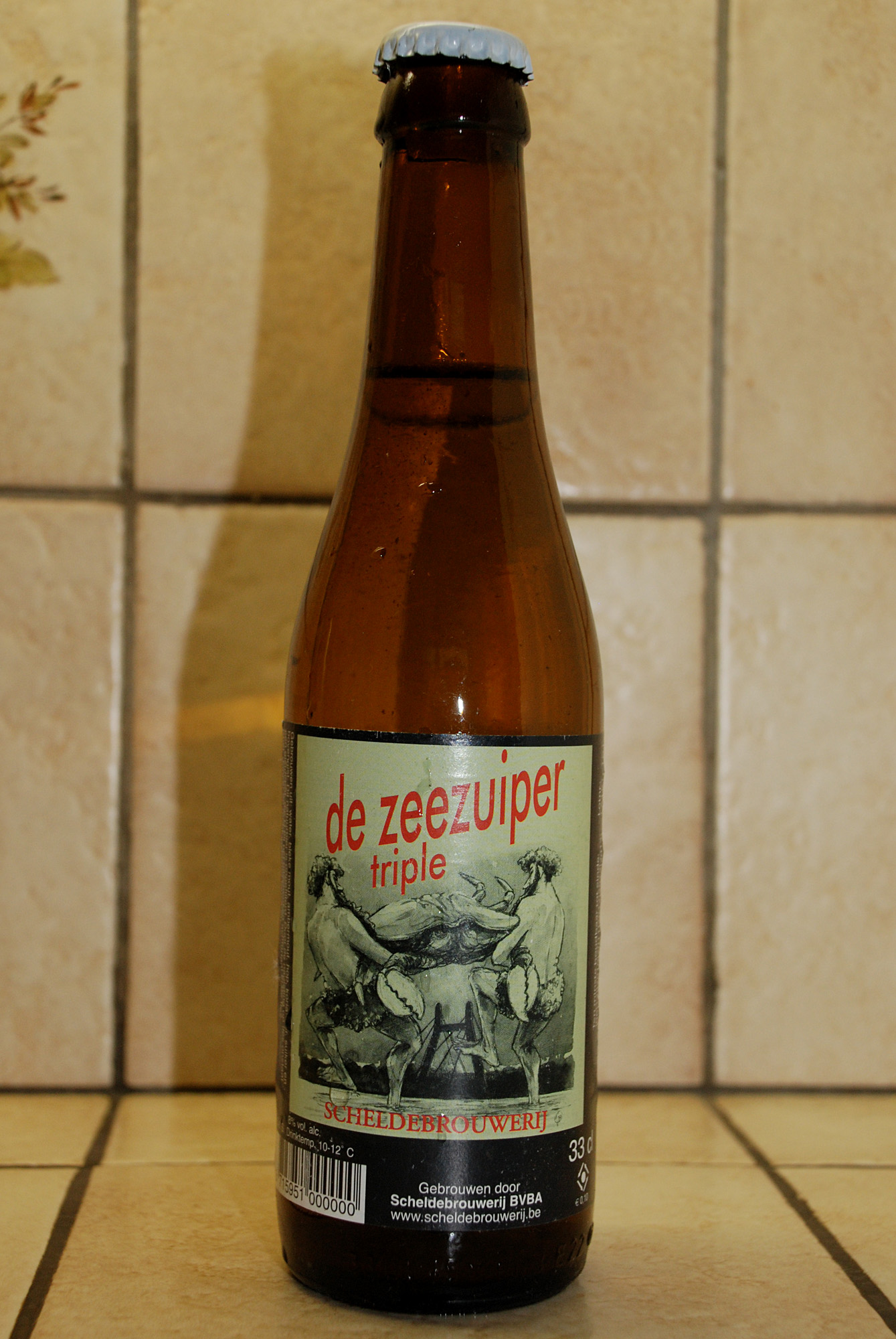
Flesje met de vroegere naam en etiket

De naam Zeezuiper verwijst naar De Zeezuiper, een natuurgebied en overblijfsel van een uitgestrekt moerasgebied ter hoogte van de Wouwse tol in de buurt van Bergen op Zoom. Het gebied bestaat uit door veenafgravingen ontstane vennen en bossen. Het bier wordt gebrouwen sinds 1994. Op het etiket van de flesjes staan twee wildemannen. Dit is een verwijzing naar de stad Bergen op Zoom, dat twee wildemannen in haar wapenschild voert en waarvan de inwoners de bijnaam krabben hebben; bovendien is Krabbegat de carnavalsnaam van Bergen op Zoom, geboortegrond van de brouwerij. In 2008 verhuisde Scheldebrouwerij naar België.

## Prijzen
- 2019 – Brons – World Beer Awards (Pale beer – Belgian style Tripel)
- 2019 – Zilver – Dutch Beer Challenge (Blond – Tripel)
- 2020 -  Goud – World Beer Awards (Pale beer – Belgian style Tripel)